# Orth an der Donau
Orth an der Donau är en ort och kommun  i Österrike. Den ligger i distriktet Gänserndorf i förbundslandet Niederösterreich, 26 km öster om huvudstaden Wien. 